# Prata do Piauí
Prata do Piauí is een gemeente in de Braziliaanse deelstaat Piauí. De gemeente telt 3.260 inwoners (schatting 2009).
De gemeente grenst aan Alto Longá, São Miguel do Tapuio, São Félix do Piauí, São Miguel da Baixa Grande, Santa Cruz dos Milagres en Beneditinos.